# Кент, Мухтар
Мухтар Кент (англ. Muhtar Kent, тур. Ahmet Muhtar Kent; род. 1952) — американо-турецкий бизнесмен турецкого происхождения, бывший президент и генеральный директор The Coca-Cola Company. Был генеральным директором компании с 2008 до 2017 гг.

## Молодость
Кент Мухтар родился в 1952 году в Нью-Йорке, где его отец, Недждет Кент, был турецким генеральным консулом (старшего Кента называли «турецким Шиндлером» из-за того, что он рисковал жизнью, чтобы спасти евреев во время Второй мировой войны). После окончания средней школы Тарсуса в Турции в 1971 году Мухтар Кент уехал в Великобританию, чтобы учиться в Университете Халла; он получил диплом в 1978 году, окончив факультет экономики. Впоследствии Кент получил степень магистра в Городском Университете Лондона. Затем Мухтар Кент вернулся в Турцию, чтобы выполнить свой военный долг. После военной службы он вернулся в Соединённые Штаты Америки с тысячей долларов в кармане, где жил со своим дядей в Нью-Йорке.

## Профессиональная карьера
Мухтар Кент нашёл работу в компании Кока-кола через газетное объявление. Он разъезжал по стране на грузовиках, чтобы продать кока-колу, и таким образом изучил её распределение, маркетинг и систему логистики.
В 1985 году он был продвинут на позицию генерального директора Кока-колы в Турции и Средней Азии, и переместил штаб компании из Измира в Стамбул. Три года спустя, он был назначен вице-президентом Coca-Cola International, ответственной за 23 страны в области от Альп до Гималаев. Проживая в Вене, он работал на этой должности до 1995 года.
В 1995 году Мухтар Кент стал управляющим директором Coca-Cola Europe. Через два года он увеличил товарооборот компании приблизительно на 50 %.
В 1999 году он покинул Компанию Кока-кола после 20 лет работы. Приехав в Турцию, Мухтар Кент принял должность главного руководителя Efes в Группе компаний «Anadolu», одной из самых больших в Европе международных фирм, специализирующихся на напитках. Он расширил территорию работы компании от Адриатики до Китая.
В мае 2005 года он вернулся в компанию Кока-кола почти через 6 лет и был назначен президентом и главным операционным директором компании по Северной Азии, Евразии и Ближнему Востоку. В январе 2006 года он был продвинут на недавно созданную позицию президента международных операций. В этой должности он был ответственен за все операции, проводимые за пределами Северной Америки, и все президенты компании за пределами Северной Америки подчинялись ему.
Его успешная карьера привела его на встречу на высшем уровне The Coca-Cola Company, на которой его назначили председателем и генеральным директором компании с 1 июля 2008 года.
В 2017 году покинул должность генерального директора The Coca-Cola Company, однако остается по сей день в должности председателя совета директоров.

## Личная жизнь
Он женат на Дефне Кент, дочери всемирно известного турецкого юриста, профессора Ильхана Лютема. У пары есть два ребёнка. Мухтар Кент является членом Спортивного Клуба Галатасарай.